# Alberto III de Namur
Alberto III de Namur (n. hacia 1027, m. 1102) fue conde de Namur desde 1063 hasta su muerte. Era hijo de Alberto II, conde de Namur, y de Regelinda de Verdún (o de Lotaringia).

## Biografía
Entre 1071 y 1072, Alberto III apoyó a Richilde del Henao, condesa de Flandes y del Henao, en su pugna contra Roberto I de Flandes, pero ésta fue derrotada y tuvo que renunciar a sus derechos sobre Flandes. En 1076, apoyado por Matilde de Toscana, Alberto III reivindicó el ducado de Bouillón, al que consideraba tener derechos en razón de su ascendencia materna, y combate a Godofredo de Bouillón para hacer valer sus pretensiones.  Durante una batalla cerca de Dalhem, el 20 de septiembre de 1085, Alberto III mató al conde palatino Hermann II de Lotaringia, lo que le hizo caer en desgracia ante el emperador germánico. Finalmente, mediante la Tregua de Dios de 1086, el obispo de Lieja consiguió que los contendientes alcanzaran la paz, en provecho de los intereses de Godofredo.
En 1099, el obispo Otberto de Lieja le concedió el condado de Brunenferuz. Éste aparece en un documento de 1101 asociado al hijo de Alberto III, Godofredo, mientras que este último aparece solo en 1105.

## Matrimonio y descendencia
Alberto III desposó hacia 1065 con Ida de Sajonia (m. en 1102), viuda de Federico de Luxemburgo, duque de la Baja Lotaringia. Ida parece ser hija de Bernardo II, duque de Sajonia. Tuvieron cinco hijos:
- Godofredo I (n. 1068, m. 1139), conde de Namur.
- Enrique (n. 1070, m. 1138, conde de La Roche.
- Federico (m. 1121), obispo de Lieja entre 1119 y 1121.
- Alberto (m. 1122), conde de Jaffa.
- Alix (n. 1068, m. a partir de 1124), casada en 1083 con Otón II, conde de Chiny.